# Mint Blancmanche
Mint Blancmanche (ブラマンシュ ミント?, Buramanshu Minto) è un personaggio immaginario della serie di manga, anime e videogiochi Galaxy Angel. Come per tutti gli altri personaggi della serie, il nome Mint Blancmanche è un riferimento ad uno specifico cibo, in questo caso al piatto italiano biancomangiare. Il suo Emblem Frame è il Trick Master.

## Il personaggio

### Nell'anime
Ragazza intelligente dai capelli azzurri che ama indossare cosplay e costumi particolari, benché fa in modo da non essere mai vista mentre li indossa (a meno che non sia legato al lavoro). la sua famiglia è particolarmente facoltosa, ed anche se a volte Mint appare un po' snob, in realtà è soltanto dovuto alla sua particolare educazione e riservatezza. Mint ha però anche un lato oscuro nel suo carattere, dato che può essere talmente egoista da lasciare le sue compagne morire, pur di non essere messa in imbarazzo ed ha una particolare predilezione nel fare scherzi a Ranpha. Mint è inoltre in grado di leggere la mente e le emozioni in alcune particolari situazioni. È dotata di un paio di orecchie pelose da coniglio bianco, che si alzano o abbassano a seconda del suo stato d'animo. Le orecchie inoltre le permettone di volare o dilibrarsi in aria.

### Nei videogiochi
Essendo dotata di abilità telepatiche, Mint è in grado di leggere i pensieri degli altri, anche se a volte non vorrebbe. Infatti questo ha reso Mint poco desiderosa di stare in compagnia di altre persone al di fuori delle sue amiche. Come nell'anime, Mint proviene dalla nobile famiglia Blancmanche, così potente da essere in grado di mantenere un tenore di vita altissimo, nonostante la guerra e la grave crisi nell'impero Transbaal. Mint ha l'hobby di indossare cosplay e costumi particolari, ma non ama essere vista da nessuno. Suo malgrado sarà vista proprio da Takuto mentre indossa un abito da criceto.

### Nel manga
Membro delle Angel Troupe dotata di poteri telepatici, proprio per tale motivo Mint è diventata poco fiduciosa nei confronti del prossimo, e soprattutto nei confronti di Takuto. Adora indossare cosplay, il te ed i dolci. In un passaggio del manga, Mint parte in una missione in solitario alla ricerca del falso Takuto che vagava intorno alla nave. Tuttavia, quando la ragazzo lo trova ne viene sopraffatta, ma grazie al vero Takuto riesce a cavarsela. Da quel punto in avanti non soltanto Mint inizierà a fidarsi del ragazzo, ma finirà per avere una cotta nei suoi confronti.

## Doppiatori
In Galaxy Express, Milfeulle Sakuraba è doppiata in giapponese da Miyuki Sawashiro, in inglese da Nicole Bouma, in spagnolo da Lidia Abautt, in tagalog da Rowena Benavides mentre in portoghese da Samira Fernandes.

## Apparizioni
- Galaxy Angel (2001) - Serie TV anime
- Galaxy Angel (2001) - Manga
- Galaxy Angel Z (2002) - Serie TV anime
- Galaxy Angel A (2002) - Serie TV anime
- Galaxy Angel (2002) - Videogioco
- Galaxy Angel Party (2003) - Manga
- Galaxy Angel AA (2003) - Serie TV anime
- Galaxy Angel S (2003) - Special
- Galaxy Angel: Moonlit Lovers (2002) - Videogioco
- Galaxy Angel 2nd (Beta) (2004) - Manga
- Galaxy Angel X (2004) - Serie TV anime
- Galaxy Angel: Eternal Lovers (2002) - Videogioco
- GALAXY ANGEL ~The Musical~ìì (2005) - Musical